# Tonino Costanzo
Antonio « Tonino » Costanzo, né le 2 janvier 1934, à Rome, en Italie et mort le 21 décembre 2014, est un ancien joueur et entraîneur italien de basket-ball.

## Palmarès
- Finaliste des Jeux méditerranéens de 1955